# 李鴻綱
李鴻綱，北平承宣布政使司藁城（今河北省藁城市）人。明朝初年政治人物，同進士出身。
明太祖洪武十八年（1385年），李鴻綱中式乙丑科三甲第二名進士，授官潭府奉祠正。